# Dichotomius telamon
Dichotomius telamon là một loài bọ cánh cứng trong họ Bọ hung (Scarabaeidae).